# رابط نظيف
الروابط النظيفة (بالإنجليزية: Clean URL)‏، أو عناوين URL RESTful ، أو عناوين URL سهلة الاستخدام هيعناوين URL تهدف إلى تحسين قابلية الاستخدام والوصول إلى موقع ويب أو خدمة ويب من خلال كونها ذات معنى بديهي لغير المستخدمين الخبراء. تهدف هذه الروابط إلى فصل واجهة المستخدم عن التمثيل الداخلي للمعلومات داخل الخادم. تشمل الأسباب الأخرى لاستخدام عناوين URL النظيفة تحسين محركات البحث (SEO) ،  التوافق مع نمط نقل الحالة التمثيلية (REST) لهندسة البرامج ، والتأكد من أن موارد الويب الفردية تظل ثابتة على نفس عنوان URL. هذا يجعل شبكة الويب العالمية نظامًا أكثر استقرارًا وفائدة ، ويسمح بوضع إشارات مرجعية أكثر متانة وموثوقية لموارد الويب.

## البنية
| الرابط الأصلي                                       | الرابط النظيف                          |
| --------------------------------------------------- | -------------------------------------- |
| http://example.com/about.html                       | http://example.com/about               |
| http://example.com/user.php?id=1                    | http://example.com/user/1              |
| http://example.com/index.php?page=name              | http://example.com/name                |
| http://example.com/kb/index.php?cat=1&id=23         | http://example.com/kb/1/23             |
| http://ar.wikipedia.org/w/index.php?title=Clean_URL | http://ar.wikipedia.org/wiki/Clean_URL |

## تطبيق

### التطبيقات الواقعية لروابط الـ URL النظيفة
في الويب الحديث، أصبحت روابط الـ URL النظيفة ممارسة قياسية للعديد من المواقع الشهيرة، حيث توفر مسارات واضحة وقابلة للقراءة لموارد مختلفة. على سبيل المثال:
- منصات التجارة الإلكترونية: تقوم مواقع مثل Shopify و Magento بإنشاء روابط URL نظيفة تلقائيًا لصفحات المنتجات والفئات وحسابات العملاء. على سبيل المثال، الرابط example.com/product/name أسهل في الاستخدام بكثير من رابط يحتوي على معلمات ديناميكية مثل example.com/product?id=1234.
- أنظمة إدارة المحتوى (CMS): تقوم منصات مثل WordPress بترتيب روابط URL لتكون نظيفة وقابلة للقراءة، باستخدام عناوين المنشورات في الرابط بدلاً من الأرقام العامة. هذا يعزز تجربة المستخدم وتحسين محركات البحث.

### الفوائد التقنية لروابط الـ URL النظيفة
- تحسين SEO (تحسين محركات البحث): تساعد روابط الـ URL النظيفة محركات البحث في فهم محتوى الصفحة بشكل أفضل. على سبيل المثال، الرابط example.com/blog/how-to-make-pizza أسهل على محركات البحث لفهرسته وتصنيفه مقارنةً بـ example.com/blog?article=12345. هذا يؤدي إلى زيادة ظهور الصفحة في نتائج محركات البحث.
- تحسين التخزين المؤقت والأداء: من السهل عادةً تخزين روابط الـ URL النظيفة بشكل أكثر فعالية. حيث أن روابط الـ URL البسيطة والمتوقعة يمكن أن يتم خدمتها بشكل أسرع، مما يحسن الأداء العام للموقع.
- تبسيط عملية الزحف: تعتبر روابط الـ URL النظيفة مفيدة للزواحف لأنها تجعل من السهل الزحف وفهرسة الموارد بكفاءة، مما يساهم في تحسين تصنيفات الموقع في محركات البحث.

### الأمان وروابط الـ URL النظيفة
على الرغم من أنها ليست وظيفتها الرئيسية، إلا أن روابط الـ URL النظيفة يمكن أن توفر ممارسات أمان أفضل. من خلال القضاء على السلاسل الاستعلامية أو المعلمات غير الضرورية، التي قد تحتوي على بيانات حساسة، فإن روابط الـ URL النظيفة تقلل من مخاطر الكشف عن المنطق الداخلي. على سبيل المثال، بدلاً من استخدام الرابط example.com/index.php?id=34&action=edit، يكون الرابط النظيف مثل example.com/edit-profile أقل عرضة للهجمات مثل حقن SQL.

### السياق التاريخي: تطور روابط الـ URL النظيفة
يمكن تتبع التحول نحو روابط الـ URL النظيفة إلى الأيام الأولى لتطوير الويب عندما دافع مؤسسة الويب العالمية (W3C) عن الروابط البسيطة والقابلة للقراءة. تيم بيرنرز-لي، مبتكر الويب، أكد على أهمية "روابط URL الجيدة" في مقالته لعام 1998، حيث ذكر أن الروابط يجب أن تظل ثابتة وسهلة على البشر لتذكرها وفهمها. على مر الزمن، تطورت هذه الفكرة وأصبحت روابط الـ URL النظيفة أفضل ممارسة في تطوير الويب الحديث.

### الأدوات المستخدمة لإنشاء روابط الـ URL النظيفة
هناك العديد من الأدوات والمكتبات التي يمكن أن تساعد المطورين في تنفيذ روابط الـ URL النظيفة على مواقعهم:
- وحدات إعادة كتابة URL: توفر منصات مثل Apache و Nginx وحدات (مثل mod_rewrite لـ Apache) التي تسمح بإنشاء روابط URL نظيفة عن طريق إعادة كتابة الروابط الديناميكية إلى روابط ثابتة وبسيطة.
- إضافات ومحركات تحسين محركات البحث: بالنسبة لـ WordPress، تساعد الإضافات مثل Yoast SEO في هيكلة روابط الـ URL النظيفة تلقائيًا، بينما توفر أنظمة إدارة المحتوى الأخرى أدوات مدمجة لضمان أن تكون الروابط صديقة لتحسين محركات البحث.

## روابط خارجية
- عنوان URL كواجهة مستخدم ، بواسطة Jakob Nielsen
- واجهة المستخدم لعناوين URL
- لا يتغير URIS الرائع ، بقلم تيم بيرنرز لي
- المقالات, Dawenly